# 蔡広遼
蔡 広遼（1958年—）は中華人民共和国の政治家、軍人。元広東省公安庁党委副書記、広東省委辦公庁副主任。最終階級は武警少将。

## 略歴
1942年の広東省生まれる。
1973年11月～1975年9月、文化大革命の時、「知識青年」として広東省始興県へ。
1975年9月に広東省政法幹部学校に入学し、1977年9月に卒業。
1977年9月～1995年1月、広東省公安庁警衛處辦事員、副科長、科長、副処長、処長（副師職）を歴任。
1995年1月～1998年12月、広東省公安庁警衛処処長（正師職）。
1998年12月～2003年9月、広東省公安庁警衛局局長（正師職）。
2003年9月～2005年6月、広東省委辦公庁副主任、省公安庁警衛局局長（正師職）。
2005年6月～2012年7月、広東省委辦公庁副主任、省公安停警衛局局長（副軍職）。
2012年7月～2013年2月、広東省委辦公庁副主任、省公安庁党委副書記（副軍職）。
2013年2月～2015年01月、政協第十一回広東省委員会社会と法制委員会副主任。
2015年1月13日の第十一回広東省人民政治協商会議常務委員会第九次会議で、蔡の広東省委員会社会と法制委員会副主任職務の停止及び政協委員資格剥奪の決定が下された。1月30日、蔡の収賄容疑について中華人民共和国公安部紀律委員会に調査を要請した。その後、公安部紀律委員会は蔡の党籍・公職を剥奪するという決定を下した。
2016年5月13日に開廷する、広東省公安庁警衛処処長～広東省委員会社会と法制委員会副主任だった1995年から2015年の間職務上の権限を利用して483.88万元の賄賂を受け取ったとされた。蔡は犯行を認める。